# Helios St. Anna Klinik Duisburg

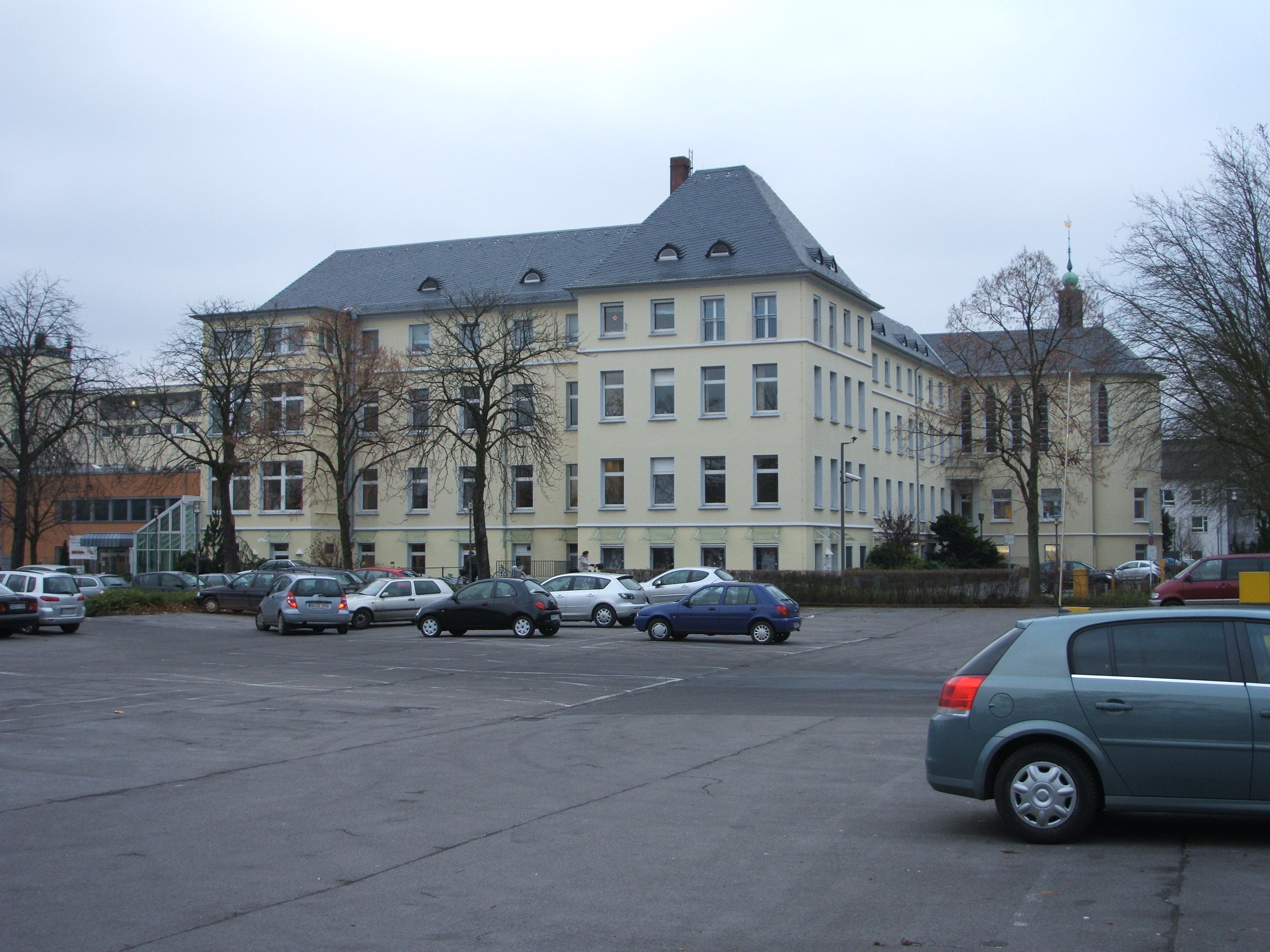
Malteser Krankenhaus St. Anna (Duisburg)

Das Krankenhaus St. Anna (Duisburg) im Stadtteil Huckingen ist ein Krankenhaus mit ca. 340 Betten und 500 Mitarbeitern und versorgt jährlich ungefähr 14.000 Patienten stationär und 28.000 Patienten ambulant. Das Krankenhaus wird betrieben durch die Helios-Kliniken-Gruppe.

## Einrichtungen
Zu den Einrichtungen des Krankenhauses mit Schwerpunkten auf kardiovaskuläre Erkrankungen, Akut- und Intensivmedizin,  Tumorerkrankungen, viszerale, Kopf- und Halschirurgie Chirurgie zählen:
- Klinik für Allgemein-, Viszeral- und Unfallchirurgie
- Klinik für Anästhesiologie, Intensivmedizin, Palliativmedizin und Schmerztherapie
- Klinik für Gynäkologie und Geburtshilfe / Anerkanntes Brustzentrum
- Klinik für Hals-Nasen-Ohren-Heilkunde, Kopf- und Halschirurgie, Plastische Operationen
- Klinik für Gefäßmedizin (Gefäßzentrum Duisburg)
- Klinik für Kardiologie, Elektrophysiologie und internistische Intensivmedizin
- Medizinische Klinik mit Schwerpunkt Gastroenterologie (Darmzentrum)
- Abteilung für klinische Neurologie
- Abteilung für Phoniatrie und Pädaudiologie
- Abteilung für Radiologie/Neuroradiologie
- Sozialpädiatrisches Zentrum (SPZ)
- Tagesklinischer Bereich für ambulante Operationen und Therapien
- Pathologisches Institut
- Psychoonkologischer Dienst
- Seelsorge
- Sozialdienst
- Bildungszentrum für die Aus-, Fort- und Weiterbildung der Mitarbeiter

## Geschichte
Bereits 1906 wurde in Huckingen und Umgebung die Idee eines eigenen Krankenhauses diskutiert. Doch erst durch die Unterstützung des Grafen von Spee und seiner Schwester Gräfin Agnes wurde der Bau des Krankenhauses möglich. Sie stellten ein 5 Morgen großes Grundstück sowie einen größeren Geldbetrag zur Verfügung, geknüpft an die Bedingung, dass das Krankenhaus von Schwestern aus dem Mutterhaus der Cellitinnen, Kloster zur Heiligen Elisabeth in Köln, erbaut und betrieben wird.
Im März 1912 wurden die Pläne für ein Krankenhaus mit 50 Betten, allen erforderlichen Nebeneinrichtungen, Operationsräumen, Liegehalten und Wirtschaftsräumen vorgelegt. Nach Genehmigung durch den Regierungspräsidenten begann der beauftragte Bauunternehmer Hollmann aus Huckingen im Winter 1912 mit den Bauarbeiten. Der Grundstein wurde am 6. April 1913 gelegt; die Eröffnung erfolgte am 19. Mai 1914. Die Trägerschaft des Krankenhauses übernahm wie vereinbart die Ordensgemeinschaft der Cellitinnen.
Während des Ersten Weltkriegs wurde das St. Anna zum Reservelazarett. 1928 wurde ein neuer Trakt eingeweiht und auch in den 1930er Jahren wurde das Krankenhaus weiter vergrößert. Im Zweiten Weltkrieg, in der Nacht vom 21. auf den 22. Mai 1944, wurde das Krankenhaus durch eine Bombe und eine Luftmine getroffen. 48 Patienten und Mitarbeiter starben. Der Mittelteil des Gebäudes wurde zerstört. Nach dem Kriegsende wurde das St. Anna wieder aufgebaut und gehörte 1950 zu den modernsten Krankenhäusern des Landes. In den Jahrzehnten bis heute folgten kontinuierlich verschiedene Modernisierungen, An- und Ausbauten. Wegen dauerhafter Nachwuchssorgen übergab der Orden der Cellitinnen am 1. Januar 1994 die Trägerschaft an den Malteserorden. Ab diesem Zeitpunkt hieß das Krankenhaus Malteser Krankenhaus St. Anna.
Zum 2. November 2020 würde ein Trägerwechsel von der Malteser Rhein-Ruhr gGmbH, einer regionalen Betriebsgesellschaft der Malteser Deutschland, auf die Helios Kliniken-Gruppe vollzogen. Das Krankenhaus heißt nun Helios St. Anna Klinik.

## Ausbildung
Die Medicoreha Welsink Akademie führt mit ihren staatlich anerkannten Fachschulen für Physiotherapie und Ergotherapie für 450 Auszubildende die praktische Ausbildung im Krankenhaus St. Anna durch.
Die Klinik ist Lehrkrankenhaus der Universität Essen-Duisburg und entsprechend auch Stätte der Ausbildung für Medizinstudenten im praktischen Jahr. 

## Verkehrsanbindung
Unmittelbar neben dem Krankenhaus liegt der U-Bahnhof St. Anna-Krankenhaus mit der DVG/Rheinbahn-Linie U 79 (Duisburg-Meiderich – Düsseldorf/Universität-Ost).